# CGI (графика)
CGI (енгл.  — „рачунарски генерисане слике”) је примена рачунарске графике за стварање или допринос сликама у уметности, штампаним медијима, видео-играма, филмовима, телевизијском програму, кратким филмовима, рекламама, видео-записима и симулаторима. Визуелне сцене могу бити динамичне или статичке и могу бити дводимензионалне (2Д), мада се термин CGI најчешће користи за 3Д рачунарску графику, која се користи за креирање сцена или специјалних ефеката у филмовима и на телевизији. Додатно, употреба 2Д CGI-а се често погрешно назива „традиционална анимација”, најчешће у случају када се не користи наменски софтвер за анимацију као што је Адоби флеш или Тјун бум; или се CGI ручно црта помоћу таблета и миша.
Термин „CGI анимација” односи се на динамички CGI приказ у форми филма. Термин виртуелни свет се односи на интерактивна окружења заснована на агентима. Софтвер за компјутерску графику користи се за прављење компјутерски генерисаних слика за филмове, итд. Доступност CGI софтвера и повећане брзине рачунара омогућени су појединим уметницима и малим компанијама за производњу професионалне филмова, игра и дигиталне уметности, са својих кућних рачунара. То је довело до интернет поткултуре са сопственим сетом глобално познатих личности, снимака и техничког речника. Еволуција CGI-а довела је до појаве виртуелне кинематографије деведесетих година прошлог века, када покретање симулацијске камере није било ограничено законима физике.